# Лида (станция)
Лида (бел. Ліда) — узловая железнодорожная станция Барановичского отделения Белорусской железной дороги. Расположена в городе Лида Гродненской области Белоруссии. Связывает линии на Гродно, Вильнюс, Молодечно, Барановичи.

## История

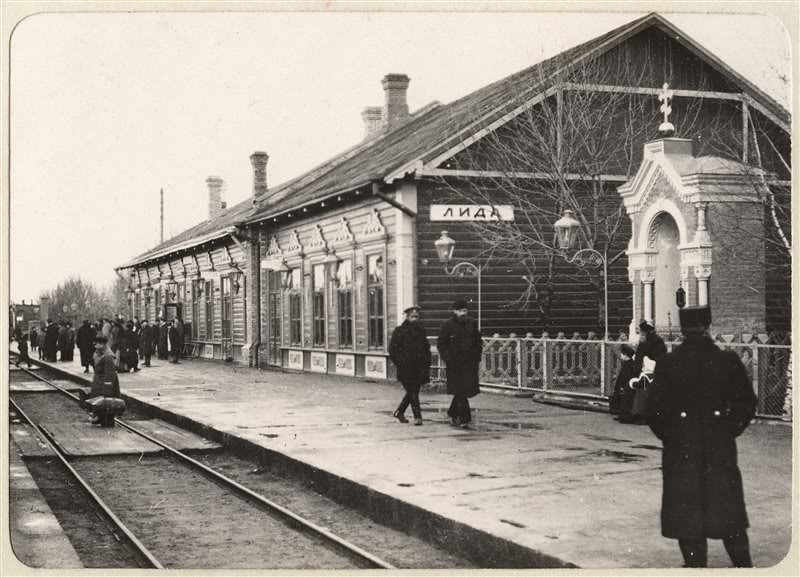
Вокзал в 1900 году

Железнодорожная станция была введена в эксплуатацию 30 декабря 1884 года, были построены здание пассажирского вокзала, паровозное и вагонное депо. Запуск прошедшей через Лиду Вильно-Ровенской линии Полесской железной дороги на участке Вильно — Лида — Барановичи — Лунинец — Пинск привёл к развитию в городе, имевшем на тот момент население 7864 человека, промышленности и торговли (в качестве года запуска линии иногда указывается 1905 год). В 1906 году (также в источниках указываются 1903–1905 годы в качестве периода прокладки линии и 1905 и 1907 год в качестве года ввода в эксплуатацию) через Лиду прошла линия Волковыск – Мосты – Лида – Молодечно – Крулевщина (линия имела ответвление Мосты – Гродно). В результате образования железнодорожного узла и переплетающихся полос отвода железной дороги территория Лиды была разделена на несколько частей, были сформированы непростые особенности пространственно-планировочной структуры города.

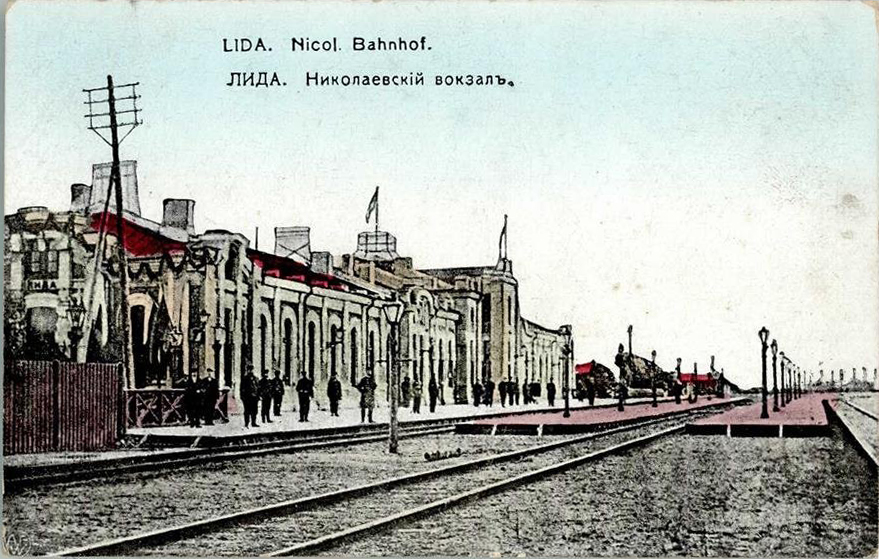
Новое здание вокзала. Около 1914–1916 гг.

Современный облик вокзала (называемого Николаевским) сформировался перед началом Первой мировой войны. Во время Великой Отечественной войны партийно-комсомольская группа на станции стала центром подполья Лиды. Среди проведённых диверсий — подрыв поворотного круга и уничтожение построенного германцами вагонного депо. Во время отступления германских войск летом 1944 года вокзал был сожжён и разрушен. Был восстановлен в 1949 году.